# Hrabstwo Tulare
Hrabstwo Tulare (ang. Tulare County) – hrabstwo w stanie Kalifornia w Stanach Zjednoczonych. Obszar całkowity hrabstwa obejmuje powierzchnię 4839,09 mil² (12 533,18 km²). Według szacunków United States Census Bureau w roku 2009 miało 429 668 mieszkańców.
Hrabstwo powstało w 1852 roku. Na jego terenie znajdują się:
- miejscowości – Dinuba, Exeter, Farmersville, Lindsay, Porterville, Tulare, Visalia, Woodlake,
- CDP – Allensworth, Alpaugh, California Hot Springs, Camp Nelson, Cedar Slope, Cutler, Delft Colony, Ducor, Earlimart, East Orosi, East Porterville, East Tulare Villa, El Rancho, Goshen, Hartland, Idlewild, Ivanhoe, Kennedy Meadows, Lemon Cove, Lindcove, Linnell Camp, London, Matheny, McClenney Tract, Monson, Orosi, Panorama Heights, Patterson Tract, Pierpoint, Pine Flat, Pixley, Plainview, Ponderosa, Poplar-Cotton Center, Posey, Poso Park, Richgrove, Rodriguez Camp, Sequoia Crest, Seville, Silver City, Springville, Strathmore, Sugarloaf Mountain Park, Sugarloaf Saw Mill, Sugarloaf Village, Sultana, Terra Bella, Teviston, Three Rivers, Tipton, Tonyville, Tooleville, Traver, Waukena, West Goshen, Wilsonia, Woodville, Yettem.